# Kleinseidau
Kleinseidau (hornolužickosrbsky Zajdow) je místní část velkého okresního města Budyšín v Horní Lužici v německé spolkové zemi Sasko. Nachází se v zemském okrese Budyšín a má 176 obyvatel.

## Geografie
Kleinseidau leží severozápadně od centra města Budyšín. Jeho zástavba na severu přímo navazuje na zástavbu Kleinwelky. Okolí zástavby je převážně zemědělsky využívané. Východní hranici katastrálního území tvoří spolková silnice B 96 a jihovýchodem území prochází zrušená železniční trať Budyšín–Hoyerswerda.

## Historie
První písemná zmínka pochází z roku 1419, kdy je vesnice uváděna jako Sawyda. Původně samostatná obec se v roce 1936 připojila ke Kleinwelce, spolu se kterou se stala roku 1999 součástí Budyšína.

## Obyvatelstvo
Vesnice náleží k lužickosrbské oblasti osídlení.

## Osobnosti
- Jan Haša (1842–1863), spisovatel a překladatel
- Mikławš Haša (1862–1890), učitel a kulturní činovník
- Siegfried Albert (1937–2021), farář, publicista a superintendent